# Richard Tuggle
Richard Tuggle (* 8. August 1948 in Coral Gables, Florida) ist ein US-amerikanischer Drehbuchautor und Regisseur.
Tuggles erster Film als Drehbuchautor war 1979 die Literaturverfilmung Flucht von Alcatraz mit Clint Eastwood. Fünf Jahre später folgte 1984 der Thriller Der Wolf hetzt die Meute, ebenfalls mit Clint Eastwood; hier schrieb Tuggle das Drehbuch und war auch der Regisseur.

## Filmografie
- 1979: Flucht von Alcatraz (Escape from Alcatraz) (Drehbuch)
- 1984: Der Wolf hetzt die Meute (Tightrope) (Drehbuch und Regie)
- 1986: Heiße Hölle L. A., auch Out of Bounds (Regie)
- 1990: Geschichten aus der Gruft – The Switch (Tales from the Crypt) (Drehbuch)